# Phrynocephalus scutellatus
Phrynocephalus scutellatus là một loài thằn lằn trong họ Agamidae. Loài này được Olivier mô tả khoa học đầu tiên năm 1807.